# Ред и закон: УК (5. сезона)
Пета сезона серије Ред и закон: УК је премијерно емитована од 12. марта до 11. јуна 2014. године и броји 8 епизода.

## Снимање
Дана 28. јуна 2013. Бредли Волш је изјавио у емисији Ово јутро да ће се Ред и закон: УК вратити са петом сезоном и да снимање почиње у октобру 2013. У септембру 2013. емитер ИТВ је потврдио да ће се серија вратити 2014. године са сезоном од осам епизода.
Ово је била последња сезона серије која се емитовала, а емитер ITV и продуцент "Kudos" су објавили заједничко саопштење за јавност 3. јуна 2014. године у ком су најавили да ће то бити „последња сезона која ће се емитовати у догледној будућности“.

## Глумачка постава
Бен Бејли Смит добио улогу ДН Џоа Хокинса заменивши Пола Николса као ДН Сема Кејсија.

## Улоге
- Бредли Волш као ДН Рони Брукс
- Бен Бејли Смит као ДН Џо Хокинс
- Патерсон Џозеф као ДИ Вес Лејтон (епизоде 1−7)
- Шерон Смол као ДИ Елизабет Флин (епизода 8)
- Доминик Роуан као ВКТ Џејкоб Торн
- Џорџија Тејлор као НКТ Кејт Баркер
- Питер Дејвисон као ДКТ Хенри Шарп

## Епизоде
| Бр. еп. у серији | Бр. еп. у сезони | Наслов          | Редитељ       | Сценариста       | Премијерно емитовање | Бр. гледалаца (у милионима) |
| --- | ---------------- | --------------- | ------------- | ---------------- | -------------------- | --------------------------- |
| 46 | 1                | "Мана"          | Мет Кинг      | Николас Хикс-Бич | 12. март 2014.       | 4.24                        |
| Полицијска потера се завршава када су кола за којима је полиција јурила удари у надолазећи камион, а возач погинуо. Пронађено је још једно мртво тело, без зуба и руку. Рони и његов нови ортак Џо Хокинс истражују смрт. Након испитивања бројних осумњичених, жртва златар Хари Бернштајн има сестру која је у пороти на суђењу Дејлу Хоргану, растурачу дроге и убици којег Рони покушава да ухапси већ годинама. Златарева сестра Ребека примила је братовљеве одсечене руке у кутији са поруком „није крив“. Заступница на суђењу Еленор Ричмонд тврди да је порота обмањена и да сви треба да буду отпуштени. Међутим, суђење се ипак наставити, а о судбини Хоргана одлучује само судија. Међутим, судија на крају проглашава Хоргана невиним уз образложење да тужилаштво није испунило свој терет доказивања. Међутим, Џо успева да убеди сведока, уплашеног младог цртача графита, да открије шта се догодило током Харијевог убиства тако што одлазе на место злочина. Пошто су препознали убицу, Џо и Рони га испитују и он открива да је Хорган организовао убиство. Заузврат, Рони поново хапси Хоргана због завере за убиство и изопачавања тока правде. |                  |                 |               |                  |                      |                             |
| 47 | 2                | "На сигурном"   | Мет Кинг      | Том Гривс        | 19. март 2014.       | 3.88                        |
| Како Рони и Џо истражују смртоносно убадање др. Филипа Гарднера, психијатра са великим бројем случајева насилних адолесцената, њихов први нагон је да испитају младе људе које је лечио. Онда докази указују да је он можда имао прељубу са једном од њих и почињу да сумњају на лекарову жену Алисон. Иако је она у почетку порицала да је убила свог мужа, Алисон мења своју одбрану јер се случај поставља против ње. Наводећи да није била при здравом уму и да је изгубила контролу у тренутку убода, она износи убедљив аргумент. Њен случај је у ствари толико убедљив да Кејт почиње да се пита да ли би Алисон уопште требало да буде суђено за убиство, али Џејк је одлучан у намери да правда испуни. Захваљујући детективском раду у последњем тренутку, екипа је коначно открила истину. |                  |                 |               |                  |                      |                             |
| 48 | 3                | "Биће нереда"   | Мет Кинг      | Ричард Стоукс    | 26. март 2014.       | 4.29                        |
| Рони и Џо наилазе на костур у пртљажнику кола на дну Темзе. Испоставило се да је мртав човек Тејлор Кејн, полицајац црнац који је нестао у време нереда у Брикстону 1985. Узнемирујући докази избијају на видело када су Рони, Џо и Вес почели да постављају питања која би полиција радије заборавила - а Весу неочекивано долази у посету начелник. На суду Џејк преузима случај оптужбе док се Филип Невинс појављује у име оптуженог ДН Дарена Грејдија. Бацају се оптужбе, а суђење излази на насловнице. Вес, Рони и Џо су увучени све дубље и дубље у случај који сам закон види у простору за сведоке. Онда им је Кејнова сестра Ники закуцала на врата. Дошло је време да се изабере страна јер су пријатељства и оданост на испиту, а каријере су стављене на коцку у корист правде. |                  |                 |               |                  |                      |                             |
| 49 | 4                | "Понос"         | Мет Кинг      | Мет Еванс        | 2. април 2014.       | 4.29                        |
| Рони и Џо су у лову на убицу наизглед невиног породичног човека када их је истрага довела до Ронијеве старе шефице, бивше инспекторке Натали Чендлер. Отац бившег детективке инспекторке је 70-огодишњи Еди Стјуарт и он је главни осумњичени. Ронију је тешко да каже Натали да је њен отац оптужен за убиство. Нико не може да разуме зашто би Еди починио такав злочин, а најмање његова рођена ћерка. Џејк и Кејт покушавају да буду саосећајни, али објашњавају да не могу ништа да ураде осим ако Еди не пристане на сарадњу – човек је умро и неко мора да преузме одговорност. Натали убеђује Ронија да мора ићи изнад и даље од дужности како би покушао да пронађе правог убицу – потез који га доводи у невоље са све узрујанијим Весом. Колико далеко је Рони спреман да оде да би помогао својој старојој пријатељици? |                  |                 |               |                  |                      |                             |
| 50 | 5                | "Обичаји"       | Џос Егну      | Џејми Крајтон    | 9. април 2014.       | 4.42                        |
| Када је тело старије жене откривено у подножју добро познатог самоубилачког скока, Рони открива прљаву игру. Покојница Рања Хабиб није имала очигледног разлога да се убије, а прст сумње указује на др. Џафу ел Саједа који је недавно стигао у Велику Британију да је посети. Рони се пита да ли можда постоји терористичка веза, али без доказа пажња се окреће Рањиној породици - њеном сину Тарику и снаји Сафији. Чак и пошто су детективи добили признање за Рањино убиство, Џо је збуњен у погледу побуде и изгледа да је цела ствар обавијена завером ћутања. Онда када је потресно откриће изашло на видело, Џо и Кејт удружују снаге. Због тог потеза је Кејт спремна да угрози целу своју каријеру јер оставља Џејка да сам води случај. |                  |                 |               |                  |                      |                             |
| 51 | 6                | "Лоша веза"     | Џос Егну      | Луиз Ајронсајд   | 16. април 2014.      | 4.51                        |
| Крвљу умрљана хотелска соба и украдена кредитна картица одводе Ронија и Џоа до Чарлса Хатона, богатог припадника вишег сталежа који обожава своју жену Камил и ћерку Џорџију. Тешко је разазнати какав је злочин почињен, али Рони и Џо имају довољно доказа који указују да се Џорџија породила у хотелској соби. Нема ни трага детету и показало се да је тешко за Џејка и Кејт да покрену тужбу против Џорџије и њеног дечка. Да ствар буде још гора, испоставило се да је бранилац Џејков стари противник Мејтленд Косби. Док се докази против младог пара скупљају, питање је колико далеко је Џорџијин отац спреман да иде да би је заштитио? |                  |                 |               |                  |                      |                             |
| 52 | 7                | "Без упозорења" | Џил Робертсон | Ноел Фарагер     | 23. април 2014.      | 3.97                        |
| Када је у таласу пуцњаве настрадао и Вес, Рони и Џо имају мало времена за жалост - морају да ухвате убицу пре него што он или она пређу на следећу особу на списку за убиство. Изгледа да је следећа вероватна жртва шеф тужилаштва Хенри Шарп, али постепено постаје јасна веза између свих мета. Веза је Марк Глендон који је био у затвору пошто је четири године раније осуђен за убиство своје супруге. Иако је Глендон и даље у притвору, његов случај је поново отворен за поновно суђење. Полиција се суочава са тешком борбом да пронађе трагове који би повезали Глендона са убиствима. С обзиром да је ново суђење већ у току, трка је са временом у хватању убице пре него што порота донесе своју пресуду. |                  |                 |               |                  |                      |                             |
| 53 | 8                | "Све испочетка" | Џил Робертсон | Ричард Стоукс    | 11. јун 2014.        | 3.83                        |
| Још увек потресени од потресне смрти једног свог, Рони и Џо имају нови случај којим треба да се позабаве када је невина млада мајка избодена на смрт на прометној лондонској пијаци. Под притиском са свих страна да реше случај и учине да се Лондонци поново осећају безбедно, Рони и Џо се боре да прикупе довољно доказа да оптуже младића за кога верују да је одговоран - Бобија Вашингтона. Када је Боби ненамерно признао све Ронију, они мисле да су га ухватили - али пошто Бобијево признање нико други није потврдио, и Ронијева искреност и његова будућност као детектива су под сумњом. |                  |                 |               |                  |                      |                             |